# Vysoký Újezd
Vysoký Újezd là một làng thuộc huyện Benešov, vùng Středočeský, Cộng hòa Séc.